# Prigioniero in Vaticano
Prigioniero in Vaticano o prigioniero del Vaticano (in latino Captivus Vaticani) è la formula con cui i papi si autodefinirono nel periodo che va dalla presa di Roma da parte delle forze armate del Regno d'Italia il 20 settembre 1870 fino alla stipula dei Patti Lateranensi l'11 febbraio 1929.
La presa di Roma, ultimo atto del processo di unificazione italiana del XIX secolo, pose fine al millenario dominio temporale dei papi sull'Italia centrale, e di conseguenza permise alla città di essere designata come capitale della nuova nazione. Sebbene le truppe del Regno d'Italia non occupassero i territori della collina vaticana delimitata dalle mura leonine e il governo italiano offrisse al papa di mantenere la sovranità nell'area, i papi da Pio IX a Pio XI rifiutarono la proposta e si definirono prigionieri del nuovo Stato italiano.

## Le vicende storiche

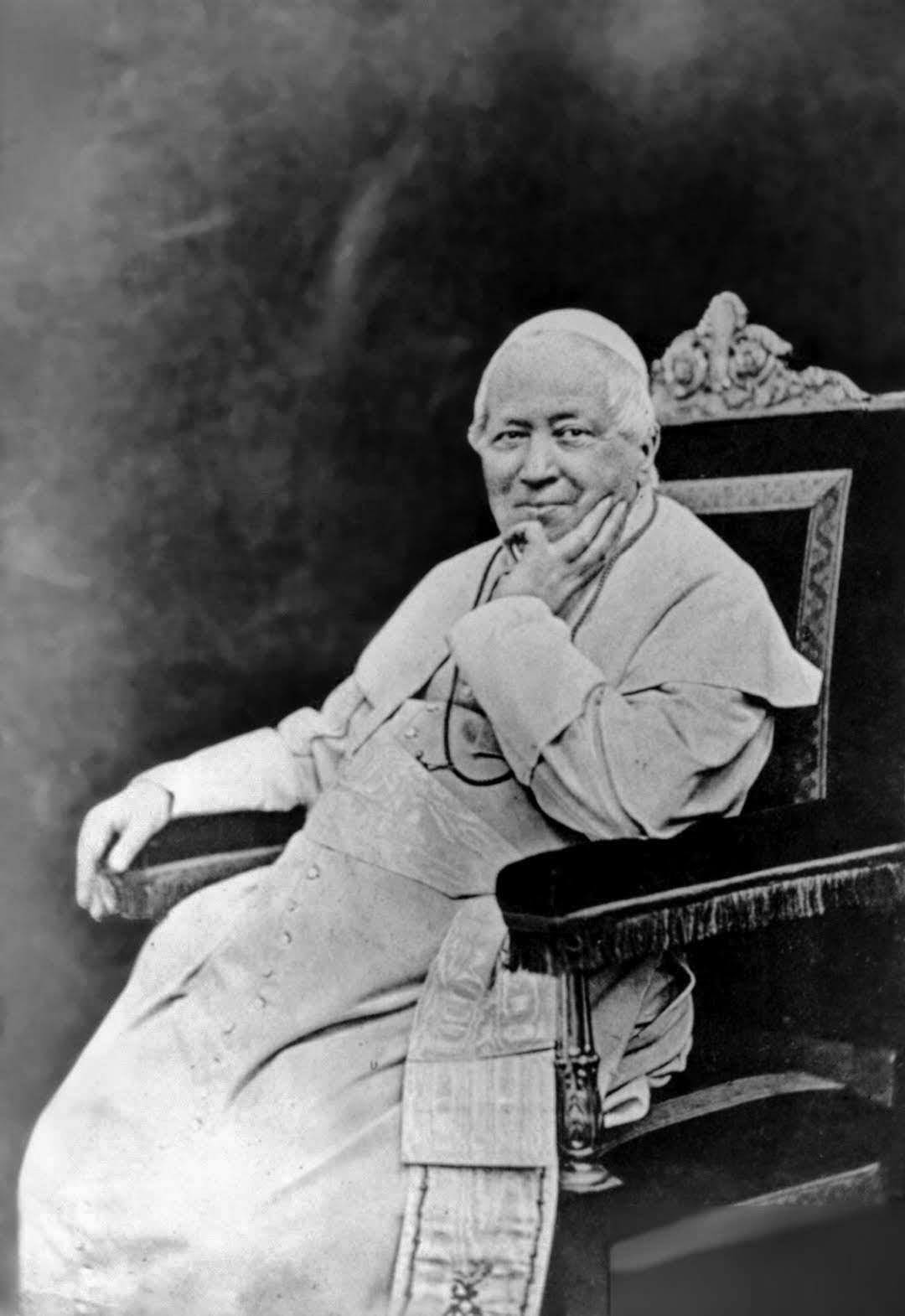
Papa Pio IX nel 1871

Quando, nel XIX secolo, in Italia l'ideologia nazionalista divenne politica diffusa e portò al progetto di unificare il paese, gli sforzi in tal senso furono osteggiati dalla Santa Sede, la quale in alternativa proponeva una confederazione di stati. Lo Stato Pontificio cercò di respingere gli sforzi di conquista, per lo più grazie all'influenza del papa sui leader delle potenze europee più forti come Francia e Austria, ma non fu in grado di resistere all'invasione dell'esercito piemontese del 1860, che portò alla perdita delle regioni delle Marche e dell'Umbria. Con la presa di Roma il 20 settembre 1870, la Santa Sede perdette anche il Lazio con Roma e lo Stato Pontificio cessò di esistere. Quando le truppe del Regno d'Italia entrarono in Roma, il governo italiano avrebbe voluto che il papa tenesse la parte di Roma sulla collina vaticana a ovest del Tevere, chiamata Città Leonina per le sue mura costruite da papa Leone IV, un piccolo Stato Pontificio rimasto, ma Pio IX rifiutò. Una settimana dopo essere entrate in Roma, le truppe regie avevano preso l'intera città tranne i territori del Colle Vaticano; il 2 ottobre si tennero nelle province del Lazio i plebisciti, a cui erano ammessi soltanto i cittadini maschi, per votare l'annessione al Regno d'Italia (coloro che vivevano in Vaticano potevano votare fuori dalle mura leonine). L'esito della votazione fu favorevole all'annessione.
Per i successivi 59 anni, i papi si rifiutarono di lasciare il Vaticano per evitare qualsiasi apparenza di accettare l'autorità esercitata dal governo italiano su Roma. In questo periodo i papi si rifiutarono anche di comparire in piazza San Pietro o al balcone della Basilica Vaticana che vi si affacciava. I papi concedevano le benedizioni Urbi et Orbi da un balcone che si affacciava su un cortile, o dall'interno della basilica stessa, mentre le incoronazioni papali furono invece tenute presso la Cappella Sistina. Questo periodo di prigionia terminò nel 1929, quando il Trattato Lateranense diede vita all'attuale Stato della Città del Vaticano.

## Legge delle guarentigie
La legge italiana delle guarentigie del 13 maggio 1871, fu approvata otto mesi dopo la presa di Roma. Costituiva un tentativo di risolvere il problema rendendo il papa un suddito del Regno d'Italia, e non un sovrano indipendente, pur garantendogli onori simili a quelli dati al re ed il diritto di inviare e ricevere ambasciatori.
I papi, Pio IX (morto nel 1878) e i suoi successori Leone XIII (regnò dal 1878 al 1903), san Pio X (1903–1914), Benedetto XV (1914–1922) e (dal 1922 fino alla risoluzione della questione nel 1929) Pio XI, si rifiutarono di accettare questa decisione unilaterale, che, secondo loro, poteva essere annullata solo dallo stesso potere che l'aveva concessa, e che non assicurava al papa stesso libertà di decidere libero da interferenze da parte del potere politico. Affermavano che era necessaria la sovranità totale in modo tale da impedire al governo civile di interferire nel governo della Chiesa. Pertanto, anche dopo l'approvazione di questa legge, papa Pio IX e i suoi successori fino a Pio XI compreso, decisero di non lasciare il Palazzo del Vaticano, per non sottomettersi all'autorità dello Stato italiano. A seguito di questa crisi, papa Pio IX scomunicò il re d'Italia.
Soprattutto nelle zone rurali romane, fortemente cattoliche, c'era grande tensione tra Chiesa e Stato. Il Regno d'Italia appena unificato non riconosceva la validità dei matrimoni ecclesiastici, mentre la Chiesa sosteneva che il Regno fosse illegittimo e che i matrimoni ecclesiastici fossero sufficienti davanti a Dio.

## Questione Romana
Dopo la presa di Roma, la maggior parte dei paesi continuò a mantenere i propri rappresentanti diplomatici presso la Santa Sede, considerandola un'entità di diritto internazionale con cui desideravano avere tali rapporti, mentre ritirarono i loro consoli, la cui opera era invece collegata al potere temporale del papato, ormai terminato. Tuttavia, non esistevano relazioni diplomatiche tra la Santa Sede e lo Stato italiano.
Secondo Jasper Ridley, al Congresso di Pace di Ginevra del 1867, Giuseppe Garibaldi si riferì a «quell'istituzione pestilenziale che si chiama Papato» e propose di dare «il colpo finale al mostro». Questo episodio simboleggia l'amarezza che era stata generata dalla lotta contro papa Pio IX nel 1849 e nel 1860, ed era in netto contrasto con la lettera che lo stesso Garibaldi aveva scritto al papa da Montevideo nel 1847, prima di quegli eventi.
Questa situazione di stallo terminò l'11 febbraio 1929, quando con i Patti Lateranensi, nacque un nuovo microstato, quello della Città del Vaticano, permettendo così di aprire la strada alle relazioni diplomatiche tra l'Italia e la Santa Sede. La Santa Sede a sua volta riconobbe il Regno d'Italia, con Roma come capitale, ponendo così fine alla situazione in cui i papi si erano sentiti costretti a rimanere all'interno del Vaticano. Successivamente, i papi ripresero a prendere possesso della cattedrale, la Basilica di San Giovanni in Laterano, situata sul lato opposto della città di Roma, e tornarono a recarsi regolarmente presso la loro residenza estiva a Castel Gandolfo, distante 30 chilometri da Roma.